# 愛・自分博
『愛・自分博』（あい・じぶんはく）は、2006年2月1日に発売されたKREVA2枚目のオリジナル・アルバム。発売元はポニーキャニオン。
2007年には『よろしくお願いします』と同日に『愛・自分博〜紫〜』が発売された（詳細後述）。

## 解説
愛・自分博はその名の通り、2005年に行われた、愛・地球博を捩ったものである。初回限定盤はミュージック・ビデオ収録DVD「愛・自分博　映像館」が同梱された。
アルバム・タイトルは最初"国民的ラップスター"で進めていたが、現在のものに変更。

## アートワーク
ジャケットは愛・自分博をイメージしたもので、緑色のハートマークはKREVAの案である。歌詞カードは愛・自分博の公式ガイド・ブック仕様となっている。

## チャート成績
自身初でありヒップホップ・ソロ・アーティストとして初のオリコンチャート1位を獲得した。

## 制作
本作はコンセプト・アルバムではないが一連の流れと同じムードを持った作品にしたいと思って制作されたとし、プチ・コンセプト・アルバムをテーマとした。若干の曲順の変更はあったが、春夏秋冬のイメージで1曲目から曲を並べていき、曲だけの状態で順番を決めそこに歌詞を付けていくという作法を行った。前作『新人クレバ』では内面に向かって歌詞を書いたというが、本作では外面に向けて書いた。

## 収録曲
特記以外　作詞・作曲：KREVA
1. H.A.P.P.Y [3:34]
次曲「国民的行事」の完成を経て、「国民的行事」と同じようなパンチのある曲として制作された[9]。
2. 国民的行事 [2:41]
6thシングル。この曲の歌詞がアルバム全体をポジティブな方向に繋げてくれたとKREVAは語っており、アルバム全体の歌詞を書けたという[10]。
3. It's for you [3:49]
11曲目に収録されている「スタート」と同時期に完成した曲[9]。
4. いいと思う [4:19]
コーラスにはエステティックス（マネージャーとエンジニア）が参加[10]。
5. island life feat. SONOMI [3:55]
沖縄県の宮古島の三味をサンプリングしている[9]。1番は沖縄、2番は広い意味でのパーティ、3番は日本のことを歌詞にしており、次曲「イッサイガッサイ」での"南の島に行っていたことが、夢だったのか？"と思うような繋がりを描きたかったとし、そこの曲の繋がりを大事にしたという[10]。
6. イッサイガッサイ [3:02]
4thシングル。
7. 涙止まれよ feat. SONOMI [3:07]
サビは子供が泣いている時に、お母さんが唄う歌というイメージで、チチンプイプイに代わるようのものとして作られた。
言いたい事を書けたサビとは対照的に、全体的な歌詞を書くのには時間が掛かったという[10]。
8. 江戸川ロックオン feat. CUEZERO, WADA [4:19]
作詞・作曲：KREVA, CUEZERO, WADA
コーラスにはSONOMIや当時のKREVAのメイク、周りの仲間など江戸川区出身の者が参加している[11]。
9. 暗闇のナビゲイラ [3:32]
元々はアルバムに入れる用のトラックではなかったが、スタッフが気に入り採用された。アルバムを春夏秋冬とし、秋から冬へ変わる役割であるとしている[8]。
10. トリートメント feat. DABO, CUEZERO [4:10]
作詞：KREVA, DABO, CUEZERO
アルバムでは最後にレコーディングが行われた楽曲。KREVAが先に書いた歌詞とサビを基に完成した[8]。
11. スタート [3:44]
5thシングル。スタートをアルバムの最後の曲にするという構想もあったが、11曲目に収録[8]。
12. My Life [3:26]
アルバム最後の曲。この曲を最後にするというアイディアはCUEZEROのものであり、CUEZEROの意見を採用した[8]。

### 初回限定盤DVD「愛・自分博　映像館」
1. イッサイガッサイ (Video Clip)
2. スタート (Video Clip)
3. 国民的行事 (Video Clip)
4. TV SPOT

## 愛・自分博〜紫〜
元・新人クレバと同様に期間限定生産された廉価盤アルバムである。
「愛・自分博」と同じ初回限定盤DVD仕様であるが、内容の異なるミュージック・ビデオ収録特典DVDが同梱されている。
ジャケットカラーが緑から紫に変更されている。

### DVD
1. It's for you
2. イッサイガッサイ 夏 ver.